# 紀州大橋
紀州大橋（日语：／）是日本和歌山縣和歌山市的一座跨越紀之川的公路桥梁，有新旧两座，旧橋1987通车，两车道，新橋2007年通车，合并为双向四车道行驶。本桥为國道24號和歌山繞道（和歌山バイパス）的一部分。